# Danse du tigre
 (juillet 2025).
Si vous disposez d'ouvrages ou d'articles de référence ou si vous connaissez des sites web de qualité traitant du thème abordé ici, merci de compléter l'article en donnant les références utiles à sa vérifiabilité et en les liant à la section « Notes et références ».

Tigre en feuilles de palmiers, Odisha, Inde

La danse du tigre est une danse traditionnelle exécutée par une ou plusieurs personnes déguisées en tigres,. On la retrouve dans plusieurs endroits du monde. 

## Cameroun
- Danse du tigre chez les Bamilékés

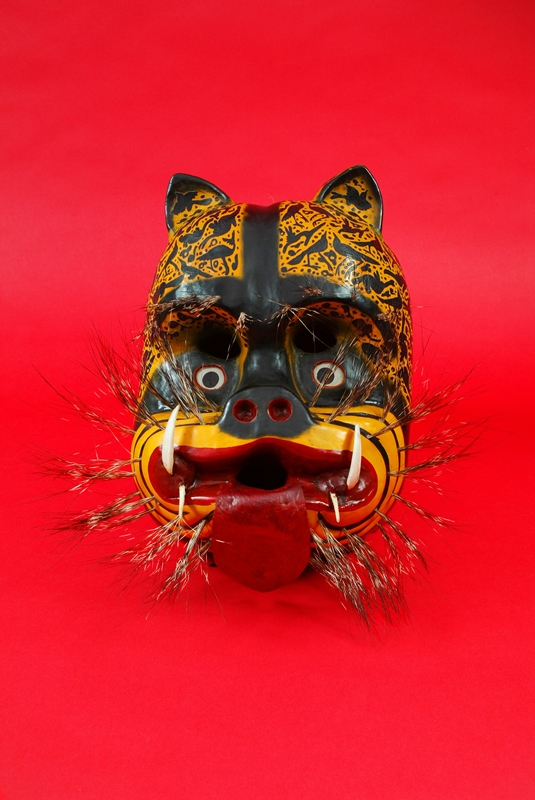
Masque pour la danse, Children's Museum of Indianapolis

## Chine
- Danse du tigre de Hainan
- Danse du tigre du Henan
- Danse du tigre de Lo Wu (en)
- Danse du tigre de Yongji

## Inde

Puliyattam
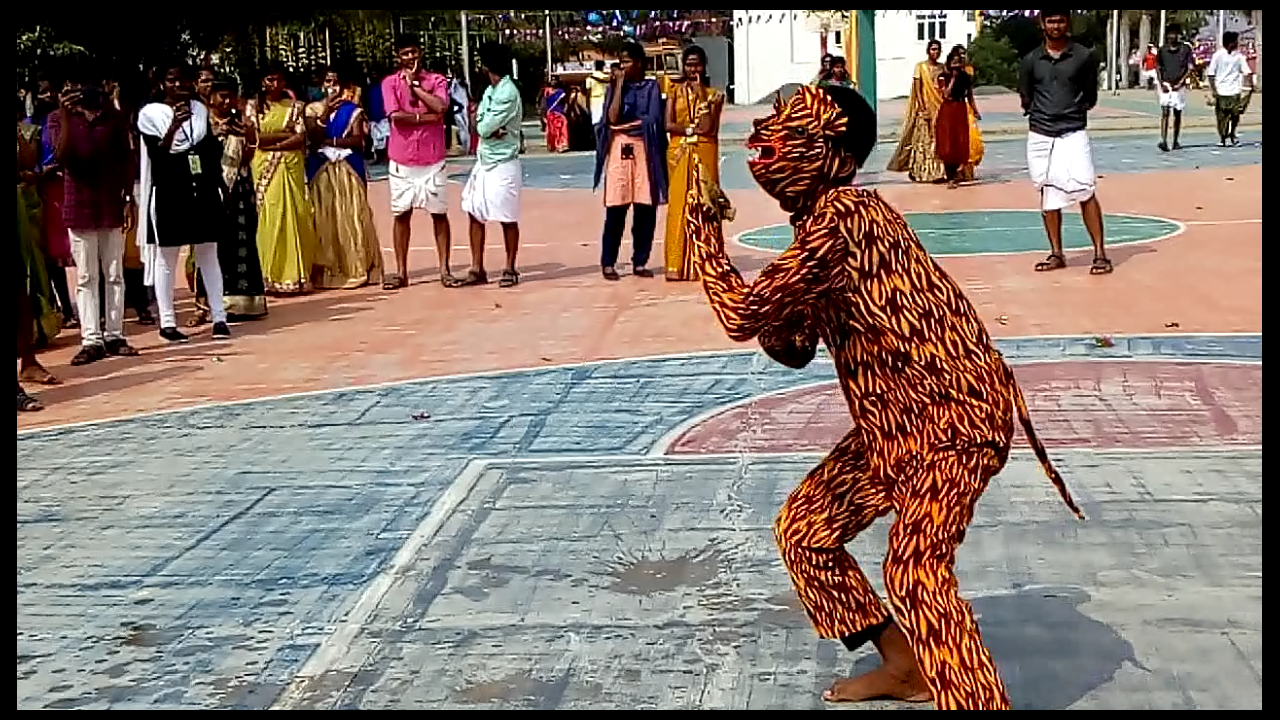

- Bagha Nacha (en), Odisha
- Pili Yesa (en), Tulu Nadu (en)

Pili Yesa
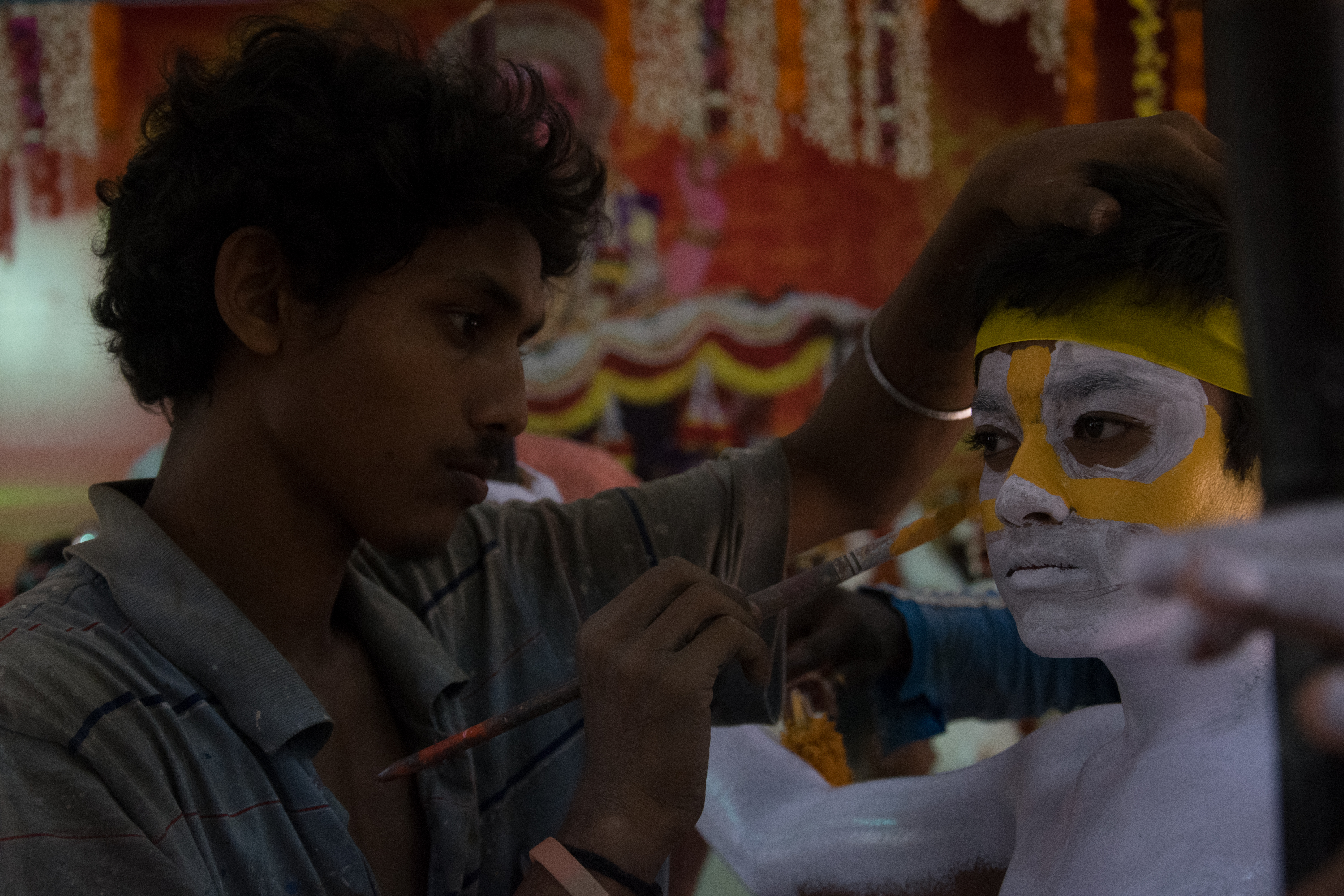
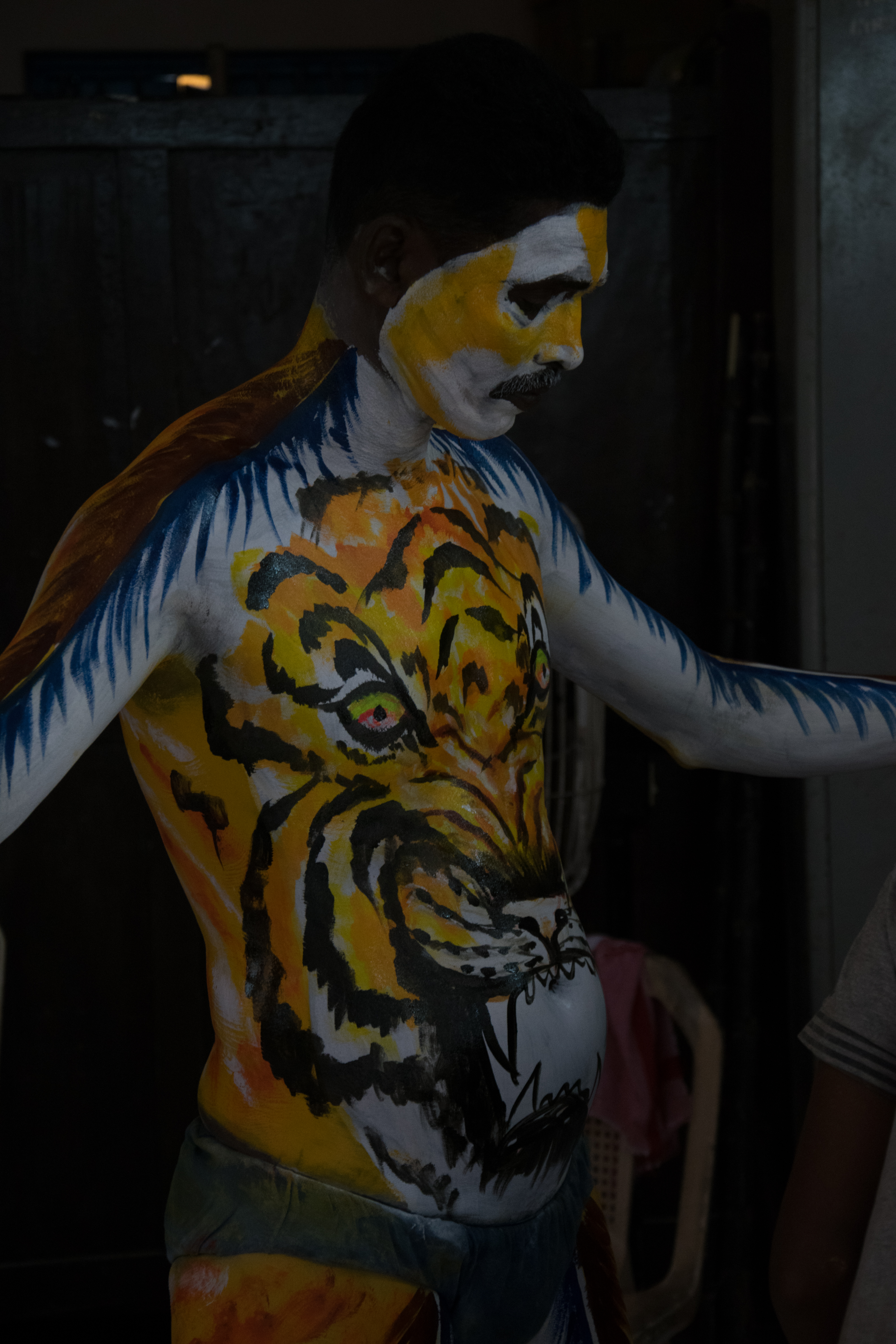
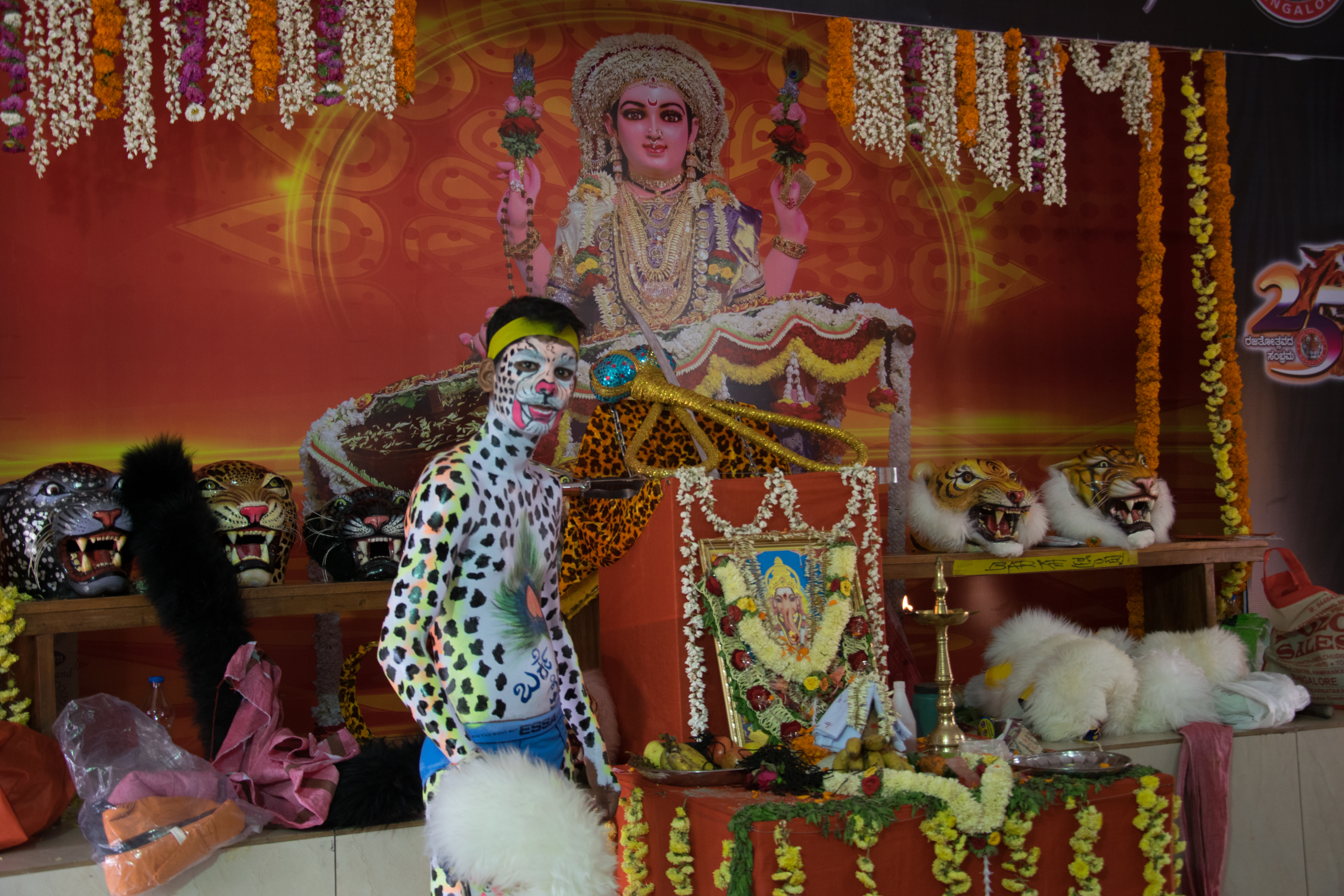
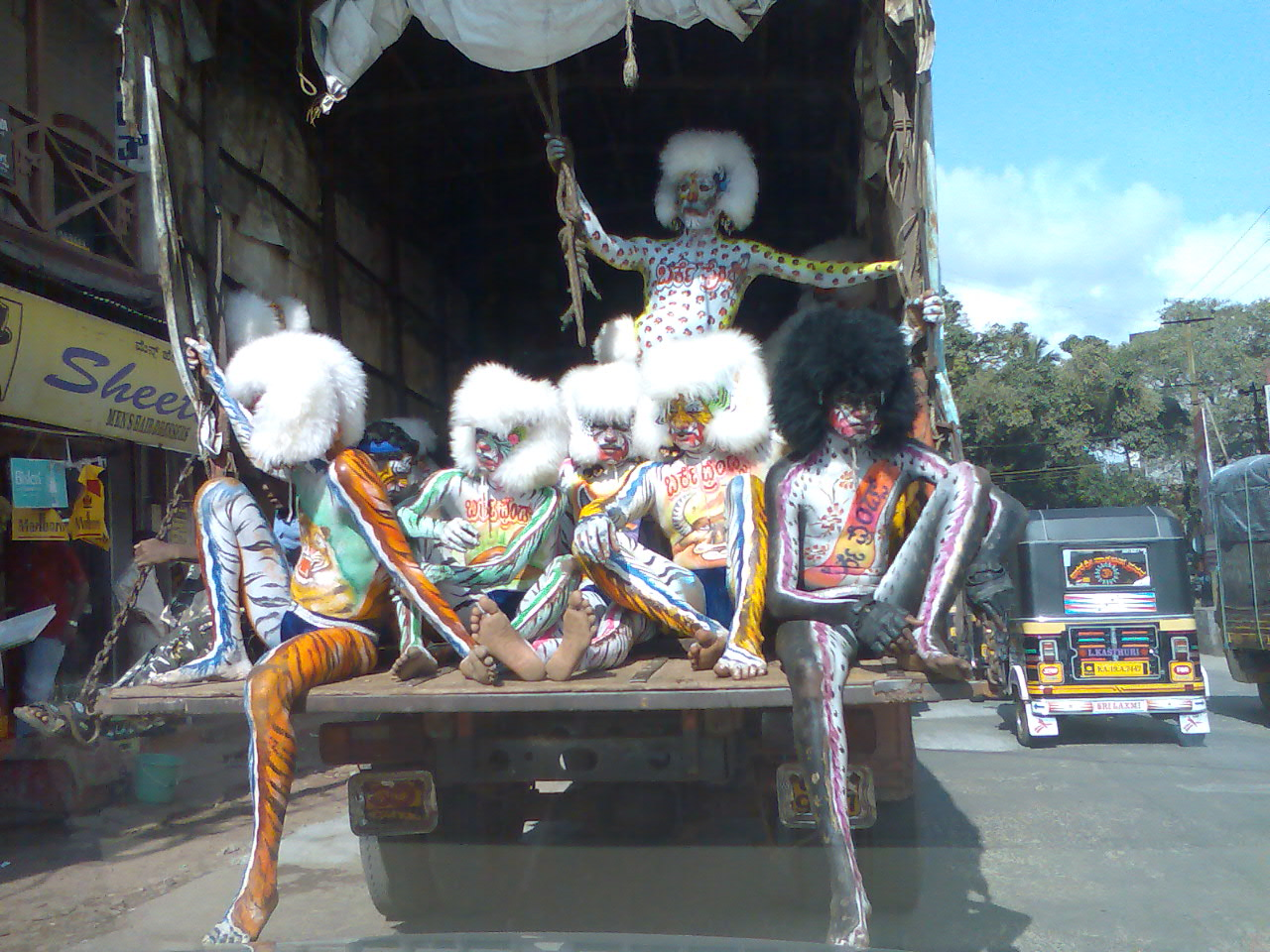
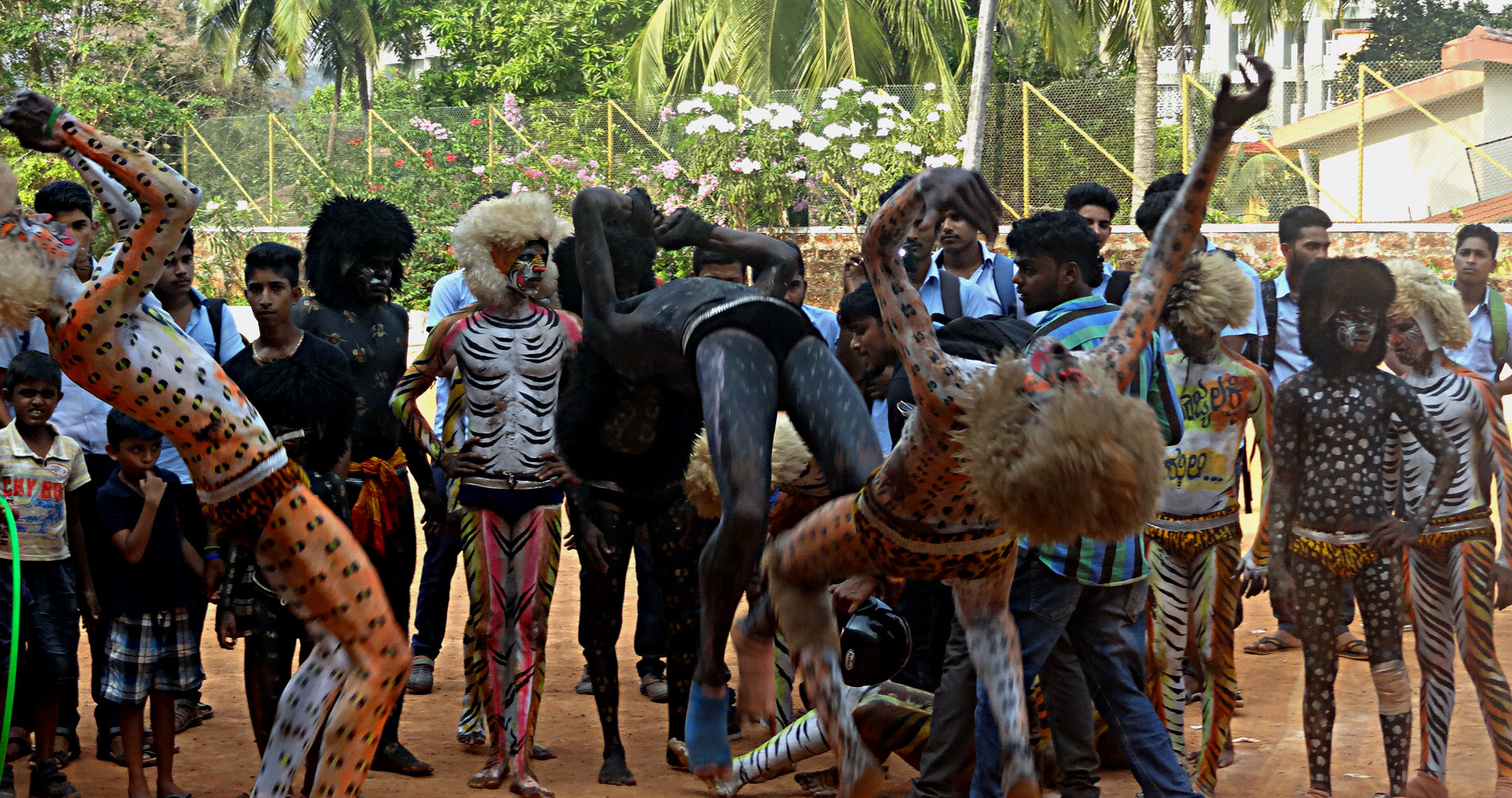

- Manavi Vagh (en), Maharashtra

- Puli Kali (en), Kerala

Puli Kali
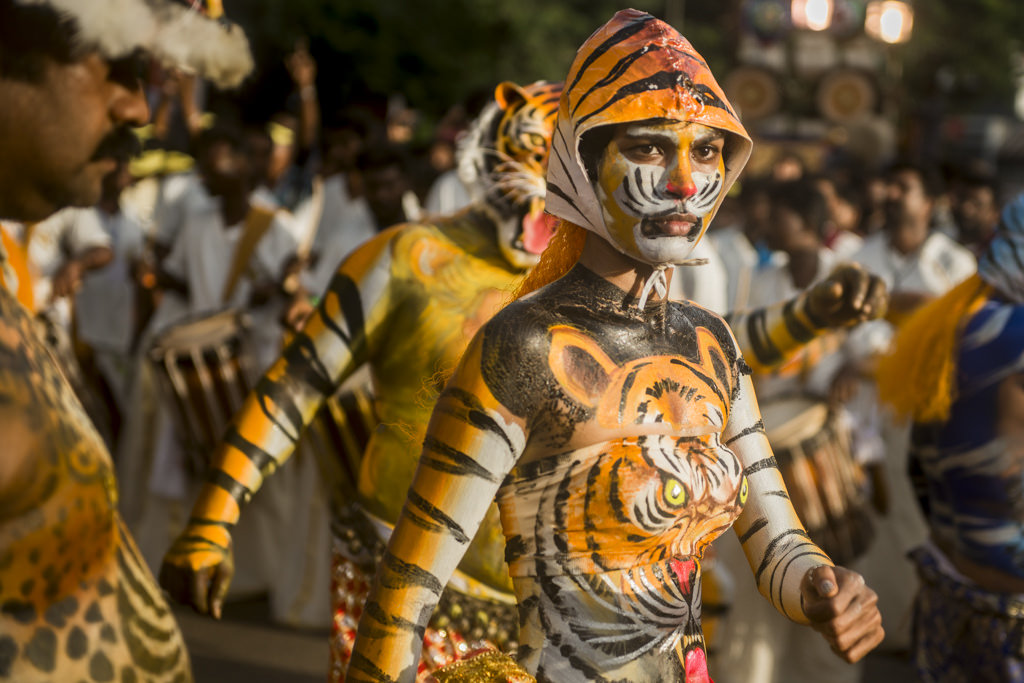
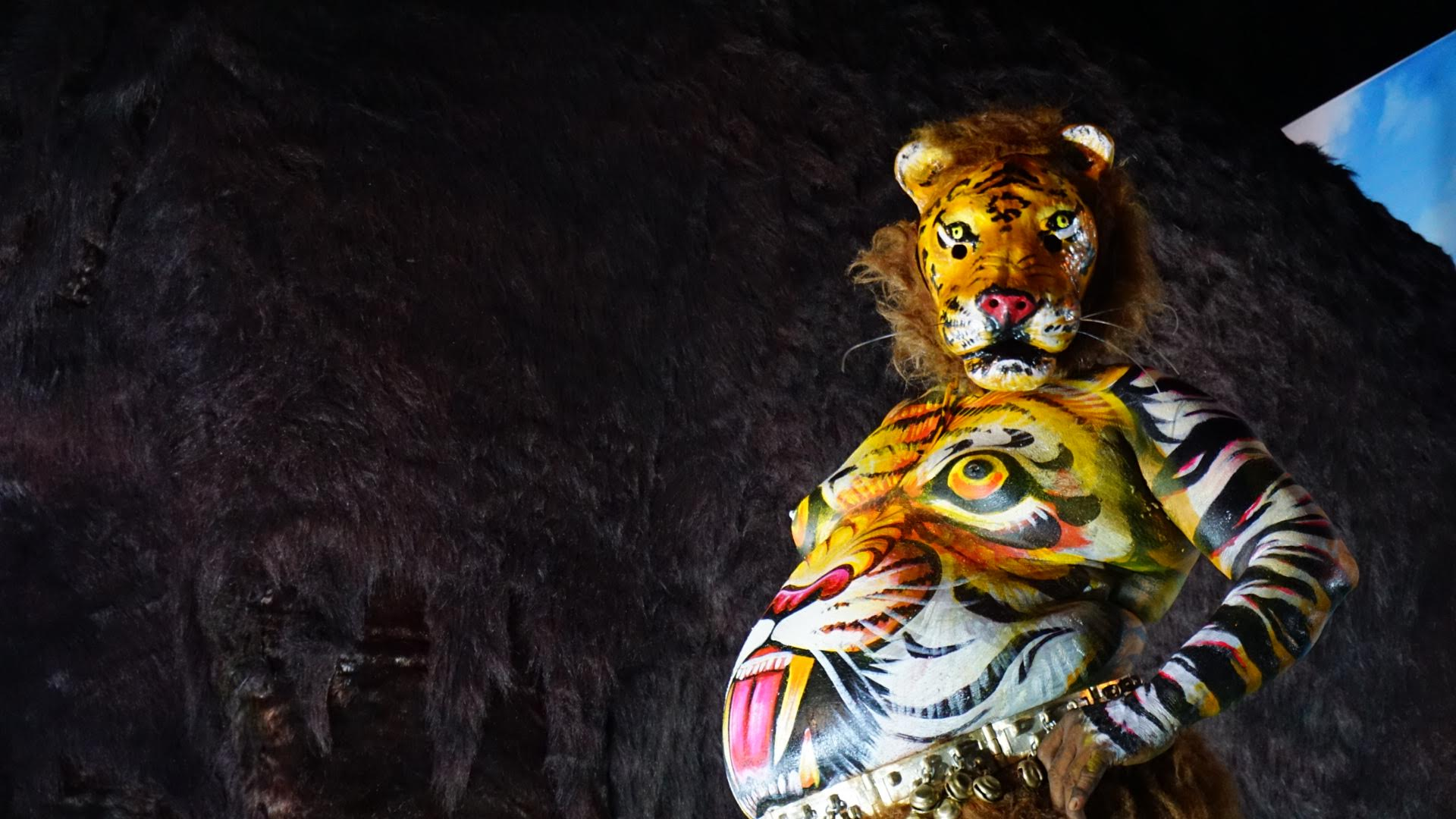
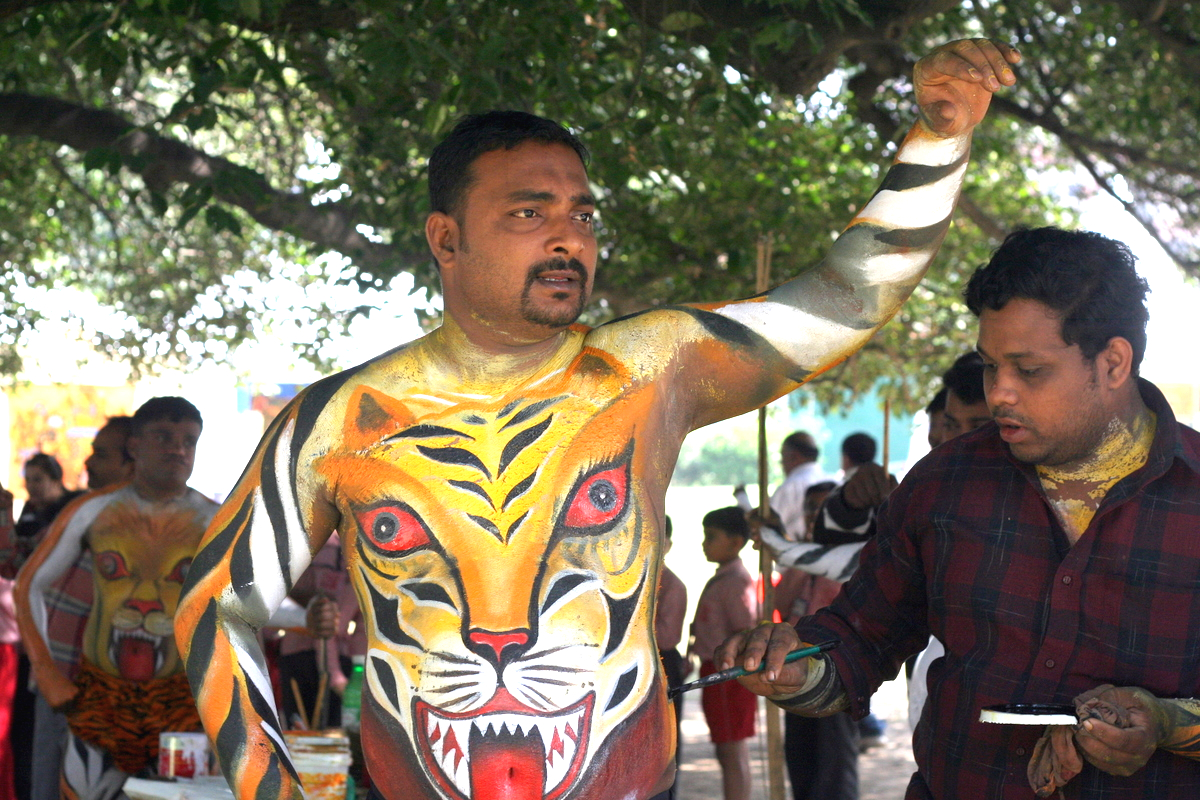
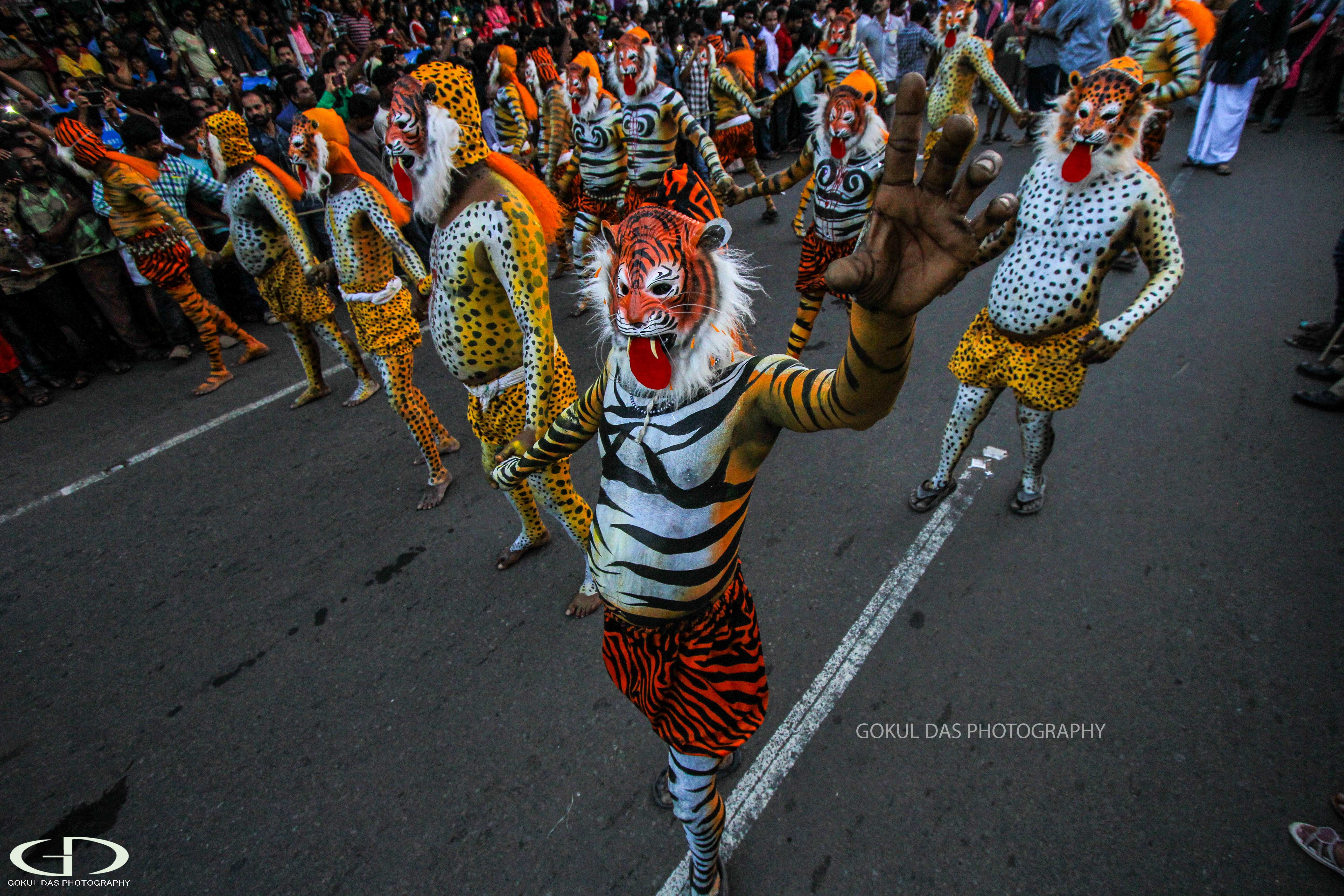
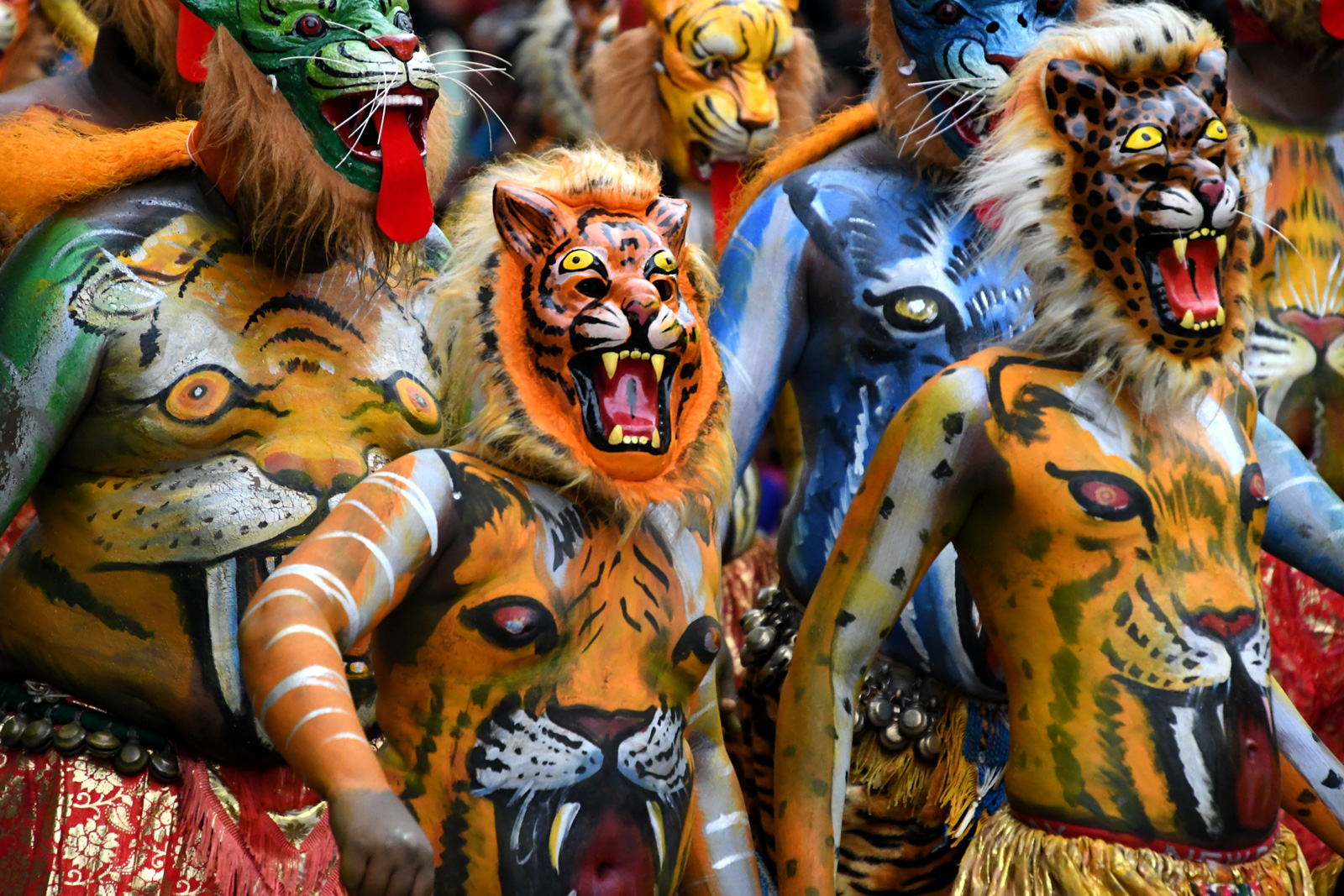
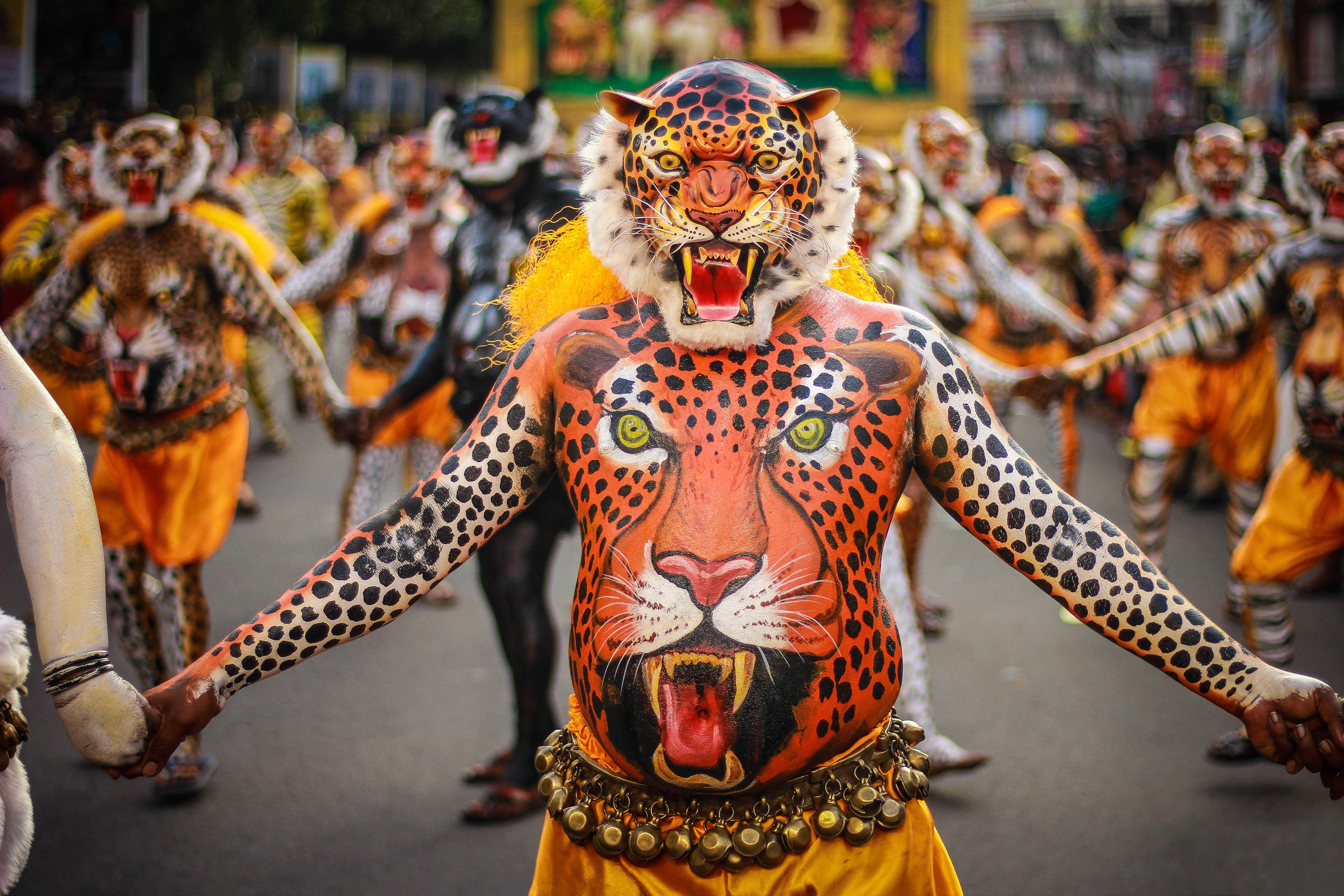
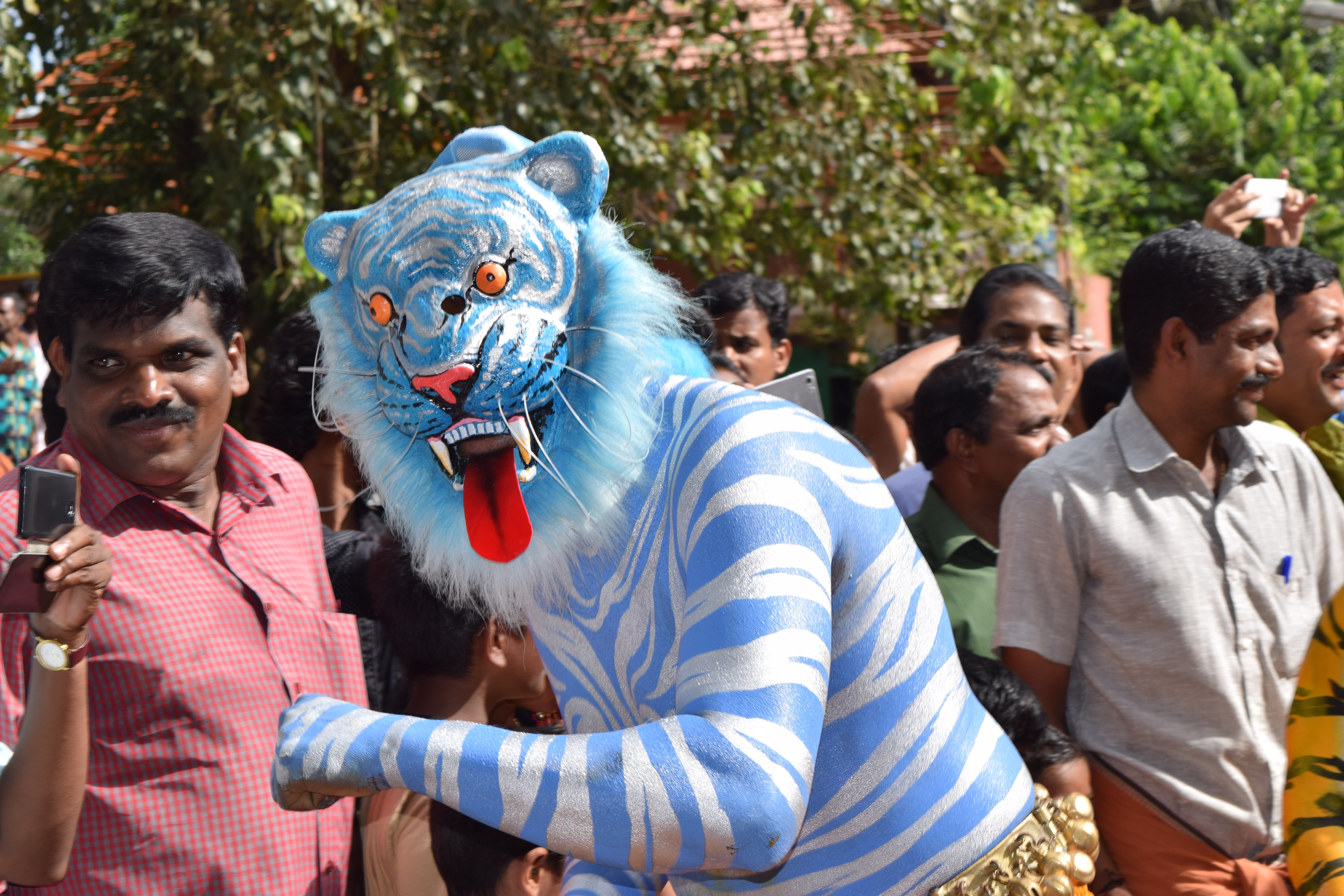
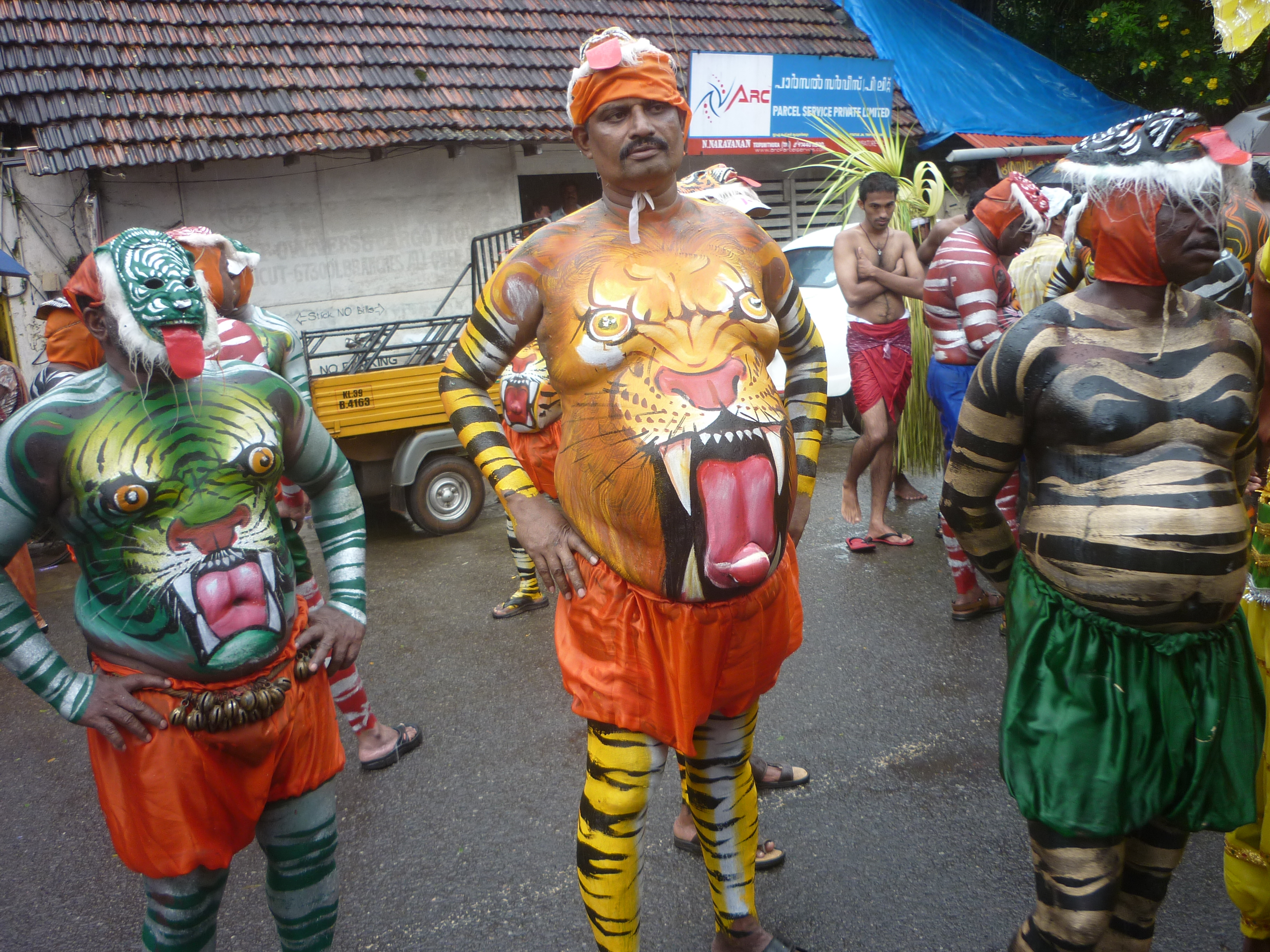

- Puliyattam (en), Tamil Nadu

- Puliyattam

## Japon
- Danse du tigre de Kamaishi

Kamaishi
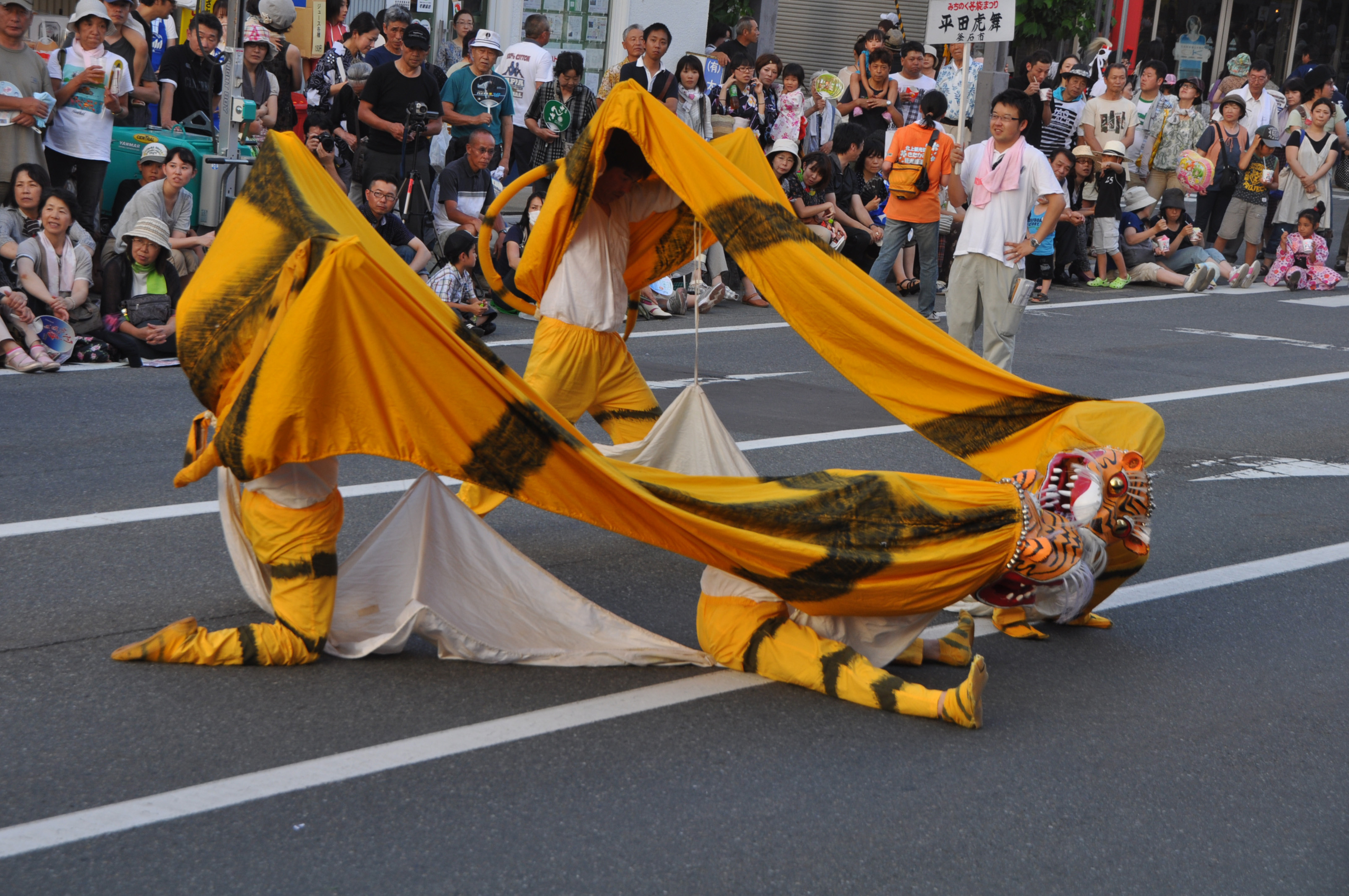
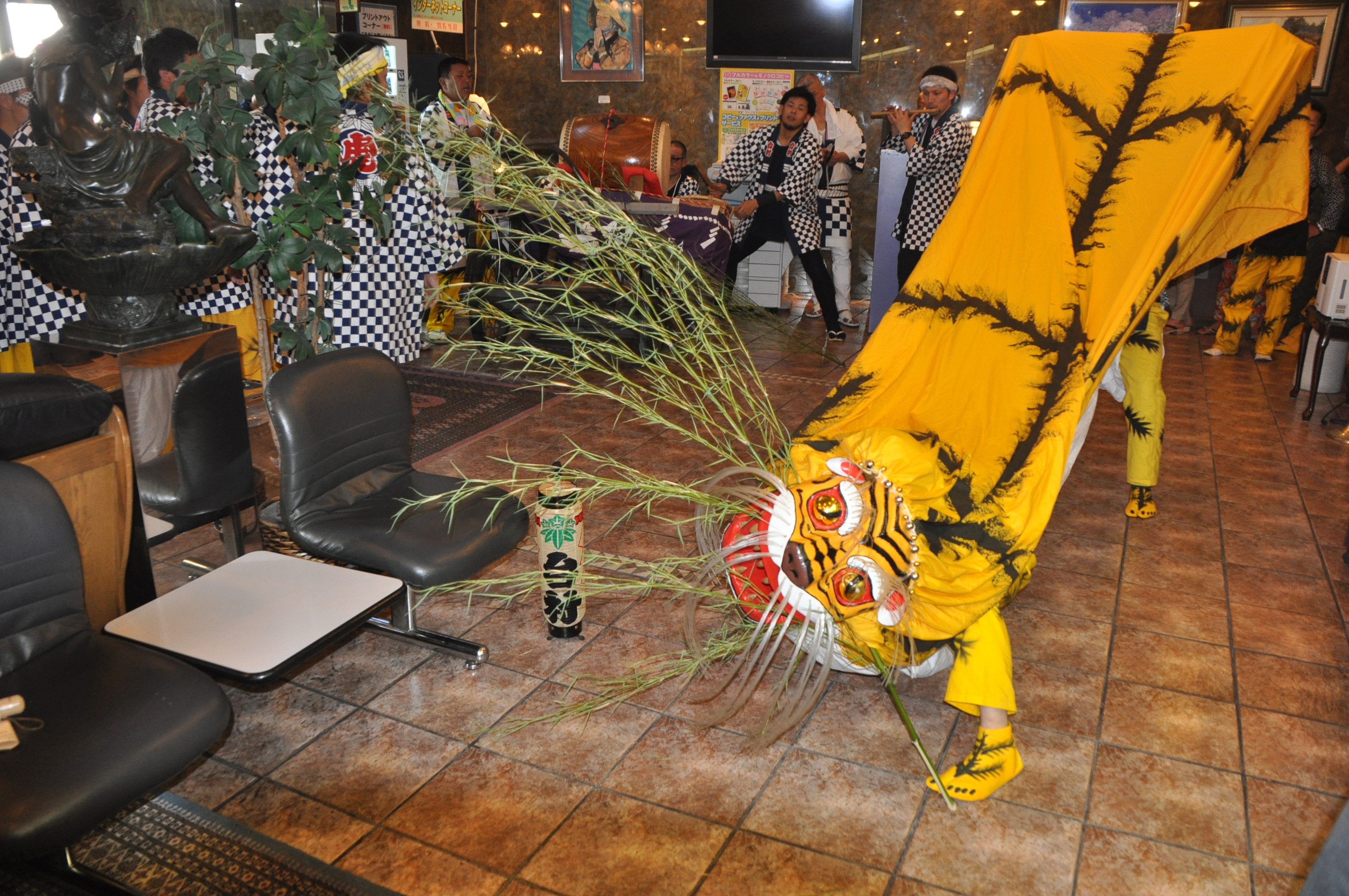

- Danse du tigre d'Ōfunato
- Danse du tigre de la préfecture de Shizuoka
- Danse du tigre de Yokosuka

## Mexique
- Kalalá, Chiapas

Kalalá
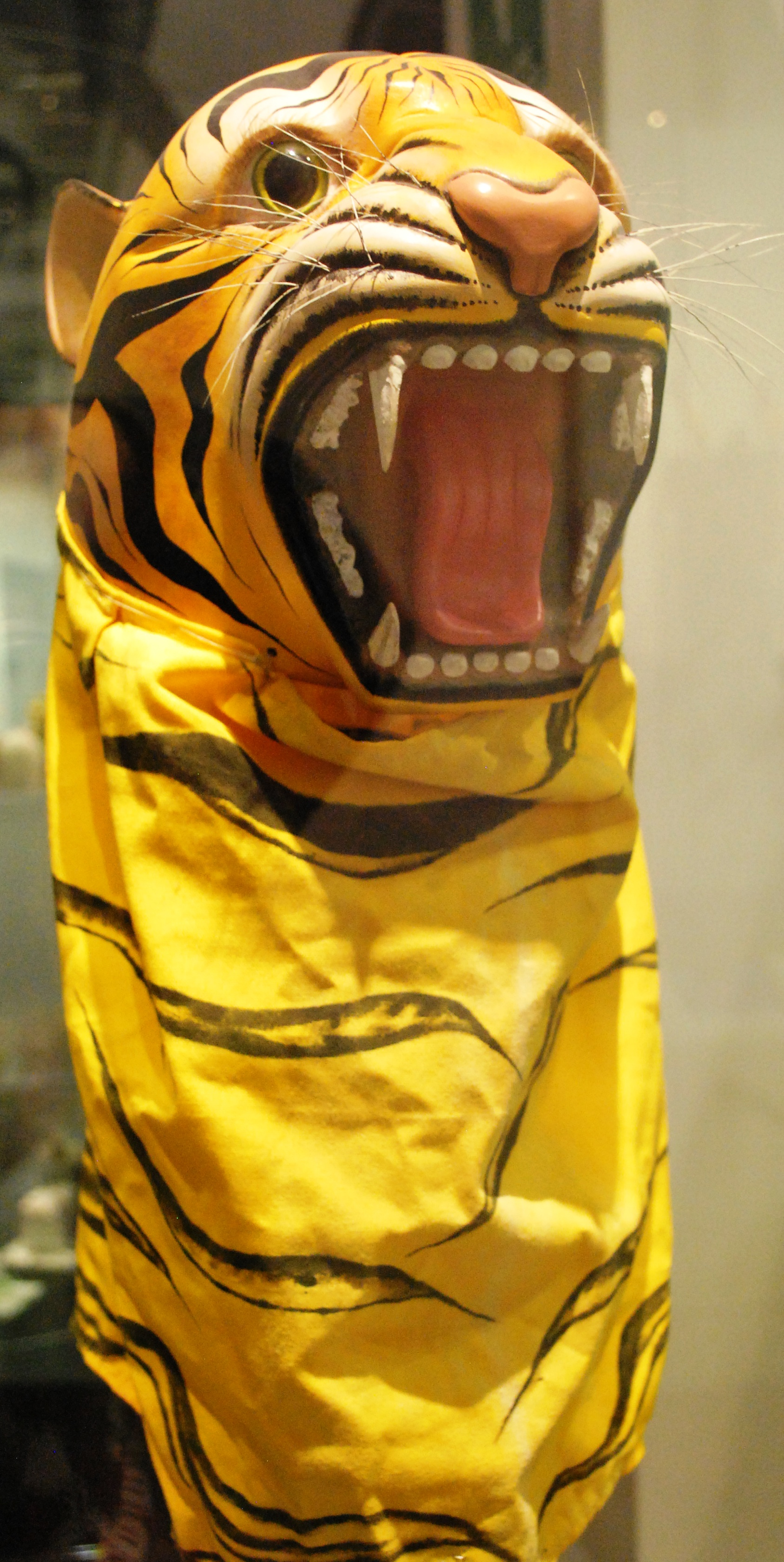
Masque pour la danse

- Tlacololeros

## Salvador
- Danza del tigre y el venado (Danse du tigre et du cerf)

Danza del tigre y el venado
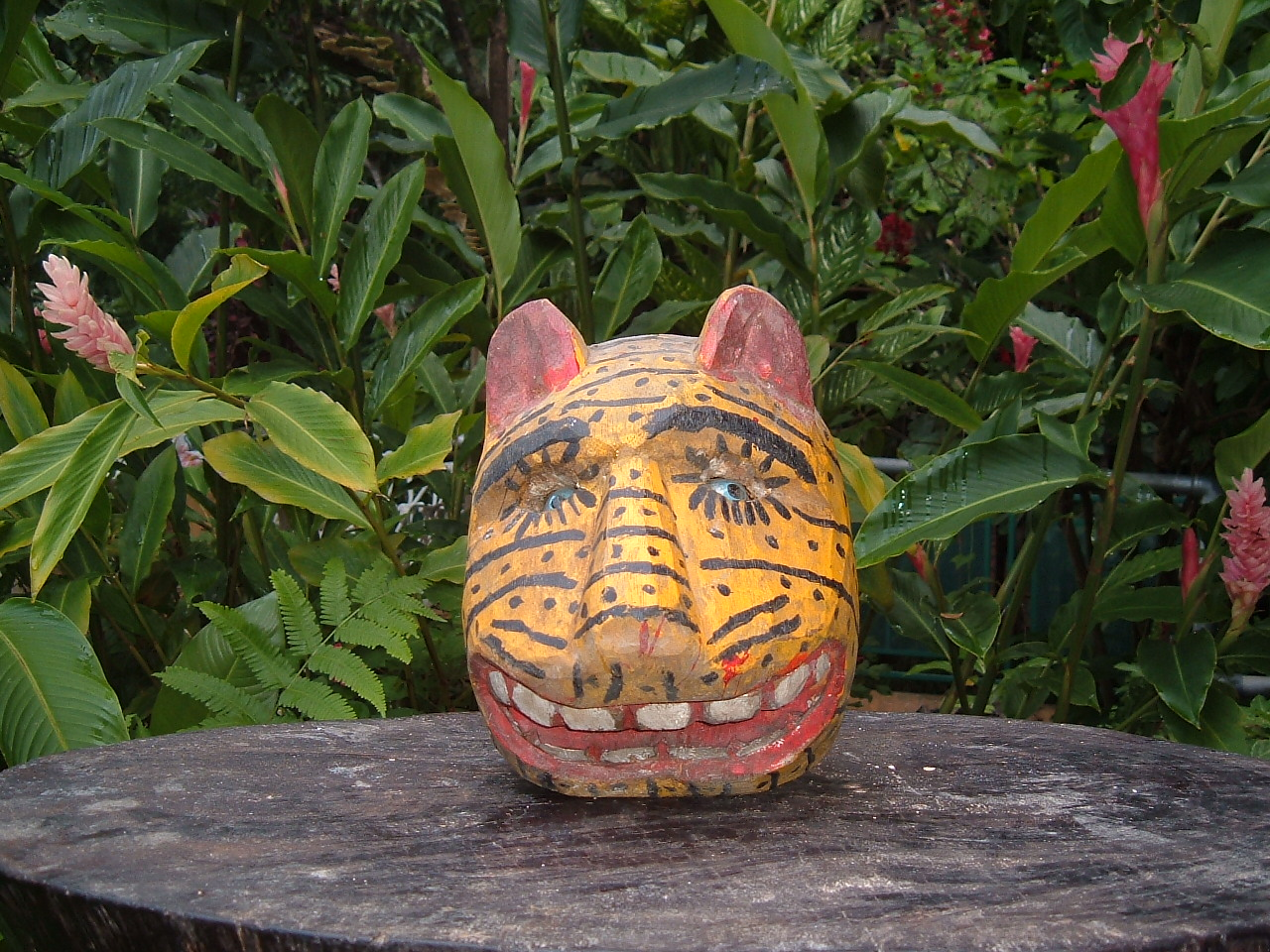
Masque pour la danse

## Thaïlande
- Danse du tigre de Bangkok
- Danse du tigre de Lampang
- Danse du tigre de Nakhon Sawan